# Terrasson-Lavilledieu
Terrasson-Lavilledieu – miejscowość i gmina we Francji, w regionie Nowa Akwitania, w departamencie Dordogne, położona nad brzegami Vézère oraz wpływającym w tej miejscowości do niej jej dopływem Elle.
Według danych na rok 1990 gminę zamieszkiwały 6004 osoby, a gęstość zaludnienia wynosiła 153 osób/km² (wśród 2290 gmin Akwitanii Terrasson-Lavilledieu plasuje się na 63. miejscu pod względem liczby ludności, natomiast pod względem powierzchni na miejscu 181.).

## Współpraca
Miejscowość partnerska:
- Theux, Belgia